# Supercoppa italiana 2019 (calcio femminile)
La Supercoppa italiana 2019 di calcio femminile è stata la ventitreesima edizione della Supercoppa italiana di calcio femminile. Il trofeo è stato vinto per la prima volta dalla Juventus, che ha vinto la sfida contro la Fiorentina per 2-0 grazie alle reti realizzate da Cristiana Girelli nel primo tempo e da Andrea Stašková nei minuti di recupero del secondo tempo.
A contendersi il trofeo sono state la Juventus, vincitrice del campionato di Serie A 2018-2019 e detentrice della Coppa Italia 2018-2019, e la Fiorentina, qualificata come finalista della coppa nazionale.
Le due squadre si sono sfidate il 27 ottobre 2019, alle ore 12:30, presso l'Orogel Stadium-Dino Manuzzi di Cesena, arbitrate da Graziella Pirriatore della sezione AIA di Bologna.

## Tabellino
| Arbitro: | Pirriatore (Bologna) |

|                            |           |  |
| Girelli 12’ Stašková 90+2’ | Marcatori |  |

### Formazioni
| Juventus | Fiorentina |

| Juventus: (4-3-3) |    |                      |  |     |
|                   |    |                      |  |     |
| P                 | 1  | Laura Giuliani       |  |     |
| D                 | 2  | Tuija Hyyrynen       |  |     |
| D                 | 3  | Sara Gama            |  |     |
| D                 | 13 | Lisa Boattin         |  |     |
| D                 | 32 | Linda Sembrant       |  |     |
| C                 | 4  | Aurora Galli         |  |     |
| C                 | 8  | Martina Rosucci      |  | 59’ |
| C                 | 14 | Sofie Junge Pedersen |  |     |
| C                 | 7  | Valentina Cernoia    |  | 77’ |
| A                 | 9  | Eniola Aluko         |  | 88’ |
| A                 | 10 | Cristiana Girelli    |  |     |
| A disposizione:   |    |                      |  |     |
| P                 | 42 | Doris Bačić          |  |     |
| P                 | 46 | Sabrina Tasselli     |  |     |
| D                 | 15 | Vanessa Panzeri      |  |     |
| C                 | 5  | Aleksandra Sikora    |  |     |
| C                 | 21 | Arianna Caruso       |  | 77’ |
| A                 | 31 | Melissa Bellucci     |  |     |
| A                 | 17 | Andrea Stašková      |  | 88’ |
| A                 | 20 | Maria Alves          |  | 59’ |
| A                 | 22 | Asia Bragonzi        |  |     |
| Allenatore:       |    |                      |  |     |
| Rita Guarino      |    |                      |  |     |

| Fiorentina: (4-4-1-1) |    |                      |             |     |
|                       |    |                      |             |     |
| P                     | 87 | Stéphanie Öhrström   |             |     |
| D                     | 3  | Alia Guagni          |             |     |
| D                     | 4  | Janni Arnth Jensen   |             |     |
| D                     | 5  | Alice Tortelli       |             | 69’ |
| D                     | 34 | Laura Agard          | Ammonizione |     |
| C                     | 6  | Stephanie Breitner   |             |     |
| C                     | 7  | Greta Adami          |             | 46’ |
| C                     | 8  | Alice Parisi         | Ammonizione |     |
| C                     | 11 | Valery Vigilucci     |             |     |
| C                     | 25 | Frederikke Thøgersen |             |     |
| A                     | 10 | Tatiana Bonetti      |             | 54’ |
| A disposizione:       |    |                      |             |     |
| P                     | 23 | Noemi Fedele         |             |     |
| D                     | 15 | Chiara Ripamonti     |             |     |
| D                     | 24 | Davina Philtjens     |             | 69’ |
| D                     | 33 | Martina Fusini       |             |     |
| C                     | 2  | Janelle Cordia       |             |     |
| A                     | 9  | Ilaria Mauro         |             | 46’ |
| A                     | 12 | Marta Mascarello     |             |     |
| A                     | 17 | Lisa De Vanna        |             | 54’ |
| A                     | 29 | Paloma Lázaro        |             |     |
| Allenatore:           |    |                      |             |     |
| Antonio Cincotta      |    |                      |             |     |